# Страханув
Страханув (пол. Strachanów) — село в Польщі, у гміні Ґощанув Серадзького повіту Лодзинського воєводства.
Населення — 170 осіб (2011).
У 1975-1998 роках село належало до Серадзького воєводства.

## Демографія
Демографічна структура станом на 31 березня 2011 року:
|          | Загалом | Допрацездатний вік | Працездатний вік | Постпрацездатний вік |
| -------- | ------- | ------------------ | ---------------- | -------------------- |
| Чоловіки | 84      | 10                 | 57               | 17                   |
| Жінки    | 86      | 12                 | 44               | 30                   |
| Разом    | 170     | 22                 | 101              | 47                   |